# Planisphère d'Apianus

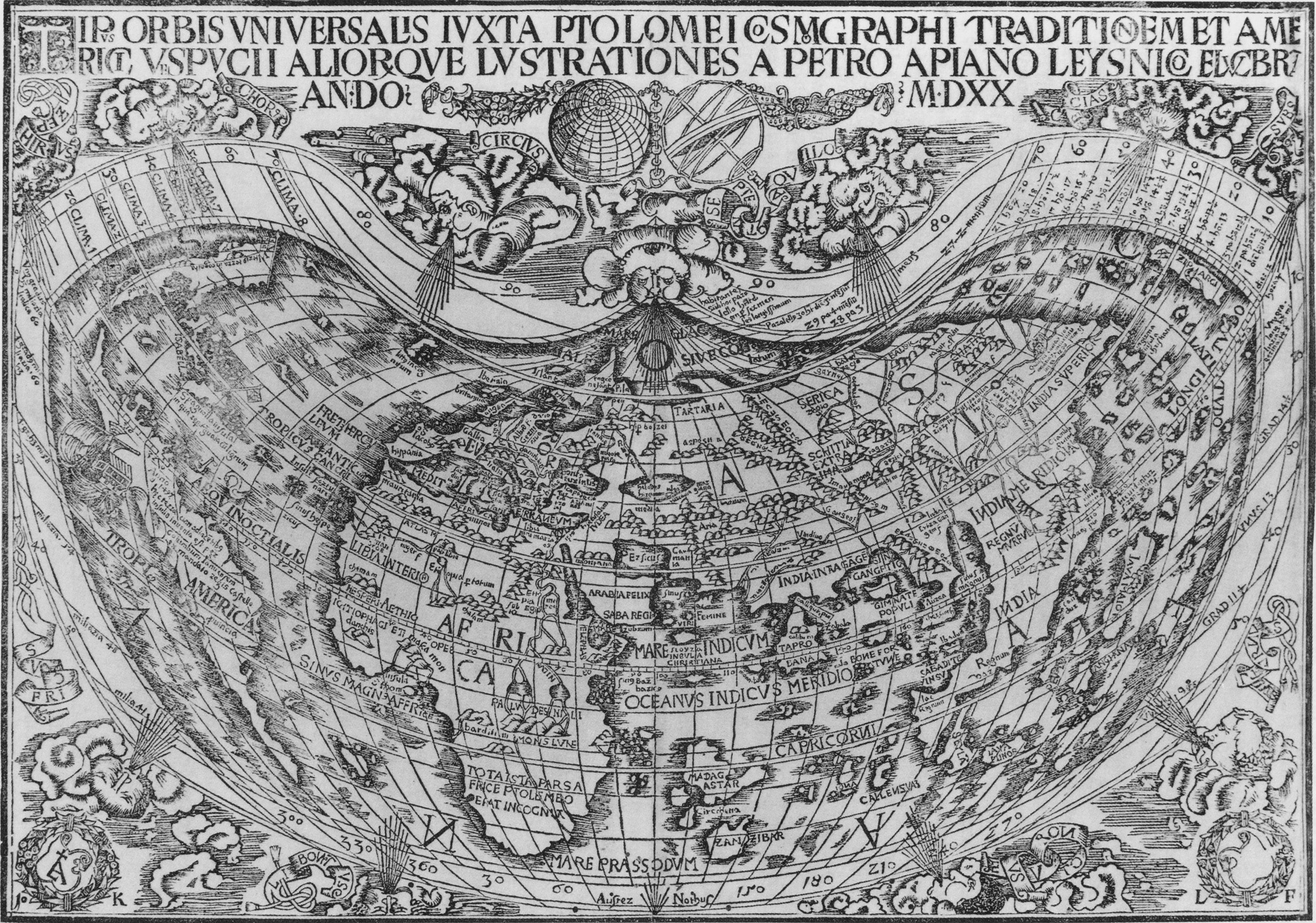
Planisphère d'Apianus

Le planisphère d'Apianus, dessiné en 1520 par Petrus Apianus, reprend et complète le planisphère de Waldseemüller de 1507. C'est le deuxième plus ancien planisphère connu à utiliser la légende « America provincia » pour l'Amérique du Sud.

## Description
Cette estampe de 41 × 28,5 centimètres est intitulée Tipus Orbis universalis Iuxta Ptolomei Cosmographi Traditionem et Americi Vespucii Aliorque Lustrationes A Petro Apiano Leysnico Elucbrat An. Do. M.DXX. (Carte du monde basée sur la Cosmographie de Ptolémée et Amerigo Vespucci, dessinée par Petrus Apianus en 1520). Comme le planisphère de Waldseemüller de 1507, cette mappemonde utilise une projection cordiforme tronquée, ou en forme de manteau, (l'appellation "en forme de manteau" proposée pour la projection utilisée par Martin Waldseemüller dans sa mappemonde de 1507, a été avancée et démontrée par les chercheurs italiens  Diego Baratono et Claudio Piani, à partir de 2003) qui permet au mieux de respecter les proportions. La troncature se trouve au sud que dans celui-ci, ce qui permet de représenter l'extrémité sud de l'Amérique du Sud. Elle n'a pas encore été découverte par Ferdinand Magellan, et est dessinée à la même latitude que le cap de Bonne-Espérance : il est possible que cela soit le résultat d'une confusion antérieure du rio de la Plata avec une mer donnant vers l'ouest.
Cette carte reprend la représentation d'un détroit à travers l'Amérique centrale, déjà présent sur le planisphère de Waldseemüller de 1507. 
L'Amérique du Nord est une copie presque identique de celle de Waldseemüller. C'est une grande île, élongée dans le sens nord-sud, avec la légende Vlteris Terra incognita (Terre inconnue au-delà). À la hauteur du Mexique se trouve l'indication Parias. Parias est décrite pour la première fois par Christophe Colomb comme étant le Paradis, qu'il « découvre » à l'embouchure de l'Orénoque. Waldseemüller et Apianus commettent la même erreur en déplaçant cette terre vers le nord, peut-être dans le souci de distinguer les découvertes de Colomb de celles d'Amerigo Vespucci.
La légende AMERICA figure d'ailleurs pour l'Amérique du Sud, suivant là encore l'exemple du planisphère de 1507.
L'île de Zipargi (Cipangu) apparaît à l'extrémité droite (est) de la carte, à seulement dix degrés de l'Amérique du Nord, occultant ainsi une grande partie de l'océan Pacifique.

## Historique
Ce planisphère a été publié pour la première fois dans le Polyhistor de Solinus, imprimé à Vienne en 1520 par Johann Kamers (ou Camertius). On le trouve ensuite dans De Situ Orbis de Pomponius Mela, publié à Bâle en 1522.
Jusqu'à la redécouverte d'un exemplaire en 1901, la représentation du planisphère de Waldseemüller n'était connue que par l'intermédiaire du planisphère d'Apianus.

## Sources
- (en) J. Siebold, Slide #331 Monograph: Tipus Orbis universalis Iuxta Ptolomei Cosmographi Traditionem et Americi Vespucii Aliorque Lustrationes A Petro Apiano Leysnico Elucbrat An. Do. M.DXX., lire en ligne
- (en) William Abbatt, Elroy McKendree Avery, A History of the United States and Its People: From Their Earliest Records to the Present Time, 1904, page 238 lire en ligne (Google Books)
- (en) Justin Winsor, Narrative and Critical History of America, 1884, page 122, [https://books.google.com/books?vid=+(ISBN )&id=B5YLAAAAIAAJ lire en ligne] (Google Books)
- (en) Thomas Suárez, Shedding the Veil: Mapping the European Discovery of America and the World, World Scientific,  (ISBN 981-02-0869-3), pages 51-55